# HMS Trump
Le HMS Trump (pennant number : P333) est un sous-marin de la classe T en service dans la Royal Navy. Il a été construit par Vickers-Armstrongs à Barrow-in-Furness, et lancé le 25 mars 1944. Il est le premier navire de la Royal Navy à porter le nom de Trump (en français : trompe). Et de fait, son insigne représentait cet instrument de musique, entouré de deux rameaux d'olivier. Il a passé la majeure partie de sa carrière affecté à la 4e division sous-marine basée en Australie. Il a été maintenu en service après la guerre et refondu pour de meilleures performances sous-marines. Il a été le dernier sous-marin de la Royal Navy à être affecté en Australie, jusqu’à son départ en janvier 1969. Il a été vendu et mis à la casse en août 1971.

## Conception
Les sous-marins de la classe S se sont avérés trop petits pour des opérations lointaines. Il fallut mettre en chantier la classe T qui avait 21 mètres de longueur en plus et un déplacement de 1000 tonnes. Alors que les bâtiments de la classe S avaient seulement six tubes lance-torpilles d'étrave, ceux de la classe T en avaient huit, dont deux dans un bulbe d'étrave, plus deux autres dans la partie mince de la coque au milieu du navire.
Le HMS Trump faisait partie du troisième groupe des sous-marins de classe T et du deuxième lot de ce groupe à être commandé, en 1941. Il faisait partie d’un certain nombre de navires qui avaient une coque entièrement soudée, ce qui augmentait de 50 pieds (15 m) leur profondeur maximale de plongée, la portant à 350 pieds (107 m). Son armement en torpilles était le même que celui du groupe 2 précédent, bien qu’au moment de l’entrée en service du groupe 3, on se soit rendu compte que les tubes lance-torpilles externes présentaient des problèmes majeurs et nuisaient à l’hydrodynamisme des bateaux. Les tubes externes ont été abandonnés dans la classe suivante de sous-marins britanniques, la classe Amphion. En prévision de leur utilisation sous des climats tropicaux, les navires du groupe trois ont été équipés d’une climatisation au fréon afin de faire face à des températures supérieures.

## Engagements

### Seconde Guerre mondiale
Le HMS Trump fut commandé en juillet 1942 et construit par Vickers-Armstrongs à Barrow-in-Furness. Sa quille fut posée le 31 décembre 1942 et il fut lancé le 25 mars 1944 et Mis en service le 8 juillet 1944. Après des essais et un entraînement en mer du Nord à la mi-octobre 1944, il a été envoyé à Perth en Australie-Occidentale. À son arrivée, il a rejoint à la 4e division sous-marine, appuyée par le navire-dépôt HMS Adamant. Depuis Perth, le HMS Trump a effectué quatre patrouilles avant la fin de la guerre.
Pendant son service en Extrême-Orient, le HMS Trump a coulé le garde-côtes japonais no 15 Shosei Maru le 13 mai 1945, un voilier japonais le 24 mai, et deux caboteurs : l’un le 29 mai et l’autre le 1er juin. Il a coulé un navire-citerne le 5 juin et, avec son sister-ship le HMS Tiptoe, il a coulé un cargo japonais le 9 août.
Toujours avec le HMS Tiptoe, le HMS Trump a attaqué un convoi le 3 août. Bien qu’il soit été escorté par un patrouilleur japonais, ils ont réussi à couler le Tencho Maru, un cargo de l’armée. Le Tiptoe fut crédité de la victoire,.

## Après-guerre
Le HMS Trump a survécu à la guerre et a continué à servir dans la Royal Navy. Il était l’un des nombreux sous-marins de classe T à coque entièrement soudée qui furent refondus pour de meilleures performances sous-marines. Cette conversion « Slippery T » ou « Super T » comprenait le retrait du canon de pont et le remplacement du kiosque par un « aileron » simplifié. Des batteries supplémentaires ont été installées sous la salle de commande et des moteurs électriques supplémentaires ont été installés, en découpant la coque pressurisée et en ajoutant une nouvelle section de coque de 20 pieds (6,1 m) insérée à l’arrière de la salle de commande. Les moteurs diesel ont été modifiés et suralimentés, et la puissance a augmenté de 300 chevaux (220 kW). L’armement en canons et les tubes lance-torpilles externes ont été retirés, et l’étrave a été redessinée. Le HMS Trump était l’un des deux sous-marins, avec le HMS Tabard, qui avait incorporé le pont dans la section des ailerons ajoutée et il était le dernier à subir cette conversion.
En 1960, le HMS Trump, avec les HMS Taciturn et Tabard, rejoint la 4e flottille sous-marine à Sydney, en Australie. Là-bas, ils opéraient avec des unités de la Flotte d'Extrême-Orient, de la Royal Australian Navy et de la Royal New Zealand Navy. En juin 1964, il participe à l’exercice anti-sous-marin "NEWS EX" dans le golfe de Hauraki au large des côtes de la Nouvelle-Zélande.
Le HMS Trump a subi des travaux de carénage à l’arsenal de Cockatoo, entre janvier 1962 et avril 1963, et de nouveau entre août 1965 et octobre 1966. Il a été le dernier sous-marin de la Royal Navy à être en poste en Australie, dont il est parti le 10 janvier 1969 lorsque le 1er escadron de sous-marins australien a été formé à partir du 4e escadron de sous-marins de la Royal Navy,. Il est affecté temporairement à la Royal Australian Navy pendant que des navires de la classe Oberon sont en construction, mais il demeure un sous-marin de la Royal Navy. Le HMS Trump a été démoli à Newport (pays de Galles) à partir du 1er août 1971.